# Olga Urashova
Olga Urashova (Siberië, 18 november 1980) is een Russisch fotomodel dat in Nederland woont en werkt.
Ze verhuisde met haar ouders naar Wit-Rusland waar zij de middelbare school bezocht. Zij studeerde af in internationale betrekkingen aan de universiteit van Minsk. Urashova woonde en werkte vanaf 2000 in Amsterdam als model en werd in 2005 Playmate van het Jaar van het Nederlandse blad Playboy. Ze won in 2006 het survival televisieprogramma Expeditie Robinson.
In het najaar van 2006 volgde Urashova een opleiding presentatie en productie aan het TV College, en leerde zij Nederlands aan het instituut Regina Colie. Tevens onderging zij een neuscorrectie.
In november 2006 stond zij op de cover van het Nederlandse blad Maxim Magazine.

## Acteerwerk
In juni 2007 speelde Urashova een gastrol als de vriendin van Vadim Kadar in Goede tijden, slechte tijden. Ze speelde tevens de hoofdrol in de neptrailer Nailed by Nikita. Deze trailer werd in 2007 door Quentin Tarantino uitgeroepen tot winnaar van de Fake Trailer Contest, en kwam op de DVD van zijn film Death proof.

## Privé
Ze had enige tijd een relatie met model en actrice Dorien Rose. Het uitgaan van deze relatie was reden voor Urashova om in 2009 terug te keren naar Rusland.